# Francisco Galdós
Francisco Galdós Gauna (Lasarte,Espanha, 6 de maio de 1947) é um ex-ciclista espanhol, profissional entre 1969 e 1980.
Ainda que conseguiu poucos triunfos totais, Galdós foi um dos grandes corredores espanhóis dos anos 1970, conseguindo bons resultados na cada uma das Grandes Voltas.

## Biografia
Francisco Galdós deu-se a conhecer em 1968 na Volta à Cantábria, corrida reservada nesse ano aos ciclistas aficionados. Começou sua carreira como profissional em 1969 no KAS, equipa que converter-se-ia num dos mais fortes do panorama ciclista, obtendo a oitava posição na Dauphiné Libéré a 4'58" de Raymond Poulidor.
Galdós era um corredor preparado para as Grandes Voltas, devido às suas características: dotado de boas condições para a montanha, com grande regularidade e fundo, e capaz de defender-se muito bem nas provas contra o relógio. Participou onze vezes no Tour de France, seis no Giro d'Italia e quatro na Volta a Espanha, obtendo três pódios (duas no Giro e um na Volta) e ficando doze vezes entre os dez primeiros da classificação (cinco vezes no Tour, quatro no Giro e três na Volta).
A melhor temporada da sua carreira foi a de 1975, quando obteve suas duas vitórias mais importantes, a classificação geral da Volta à Romandia e a etapa do passo do Stelvio no Giro de Itália, primeira e única vitória de etapa que conseguiu numa das grandes voltas.
No Giro d'Italia de 1975, órfão de Eddy Merckx e de Francesco Moser, desejosos de vencer o Tour, Francisco Galdós liderou a classificação geral desde a quarta até à décima-segunda etapa. Giovanni Battaglin, que tinha vencido na décima-terceira etapa e se tinha posto líder, teve um inesperado derrube na seguinte, que ganhou um semidesconhecido Fausto Bertoglio, quem passou a vestir a maglia rosa. A corrida não se decidiu até última etapa na que se chegava ao temido Passo do Stelvio. Galdós, que tinha reduzido notavelmente seu atraso com respeito a Bertoglio nas etapas anteriores, atacou novamente, mas o ciclista italiano conseguiu resistir e o espanhol, ainda que ganhou a etapa, deveu se conformar com a segunda praça da geral, por adiante de Felice Gimondi e Roger De Vlaeminck, mas a mal 41 segundos de Bertoglio. Francisco Galdós compartilhou ademais a maglia verde, outorgada ao líder da classificação da montanha, com Andrés Oliva.
Terminou a sua carreira em 1980 no Kelme, equipa que o tinha alinhado após que o KAS abandonasse o ciclismo. Nesse último ano finalizou oitavo na Volta e abandonou no Tour devido a uma queda que sofreu em decorrência da quinta etapa.

## Palmarés
| - 1968 - Cinturón a Mallorca, mais 2 etapas - Volta a Cantábria - 1972 - 3.º no Giro d'Italia - Troféu Masferrer - Memorial Manuel Galera - 1975 - Volta à Romandia, mais 1 etapa - 2.º no Giro d'Italia, mais 1 etapa e classificação da montanha - Subida a Arrate - Grande Prêmio Nossa Senhora de Ouro | - 1976 - Volta a Cantábria - 1977 - Volta a Cantábria - 1978 - Volta à La Rioja - 1 etapa da Volta à Catalunha - 1979 - 2.º na Volta a Espanha |

## Resultados em Grandes Voltas e Campeonato do Mundo
Durante a sua carreira desportiva tem conseguido os seguintes postos nas Grandes Voltas e nos Campeonatos do Mundo em estrada:
| Corrida            | 1969 | 1970 | 1971 | 1972 | 1973 | 1974 | 1975 | 1976 | 1977 | 1978 | 1979 | 1980 |
| ------------------ | ---- | ---- | ---- | ---- | ---- | ---- | ---- | ---- | ---- | ---- | ---- | ---- |
| Giro d'Italia      | -    | -    | 4.º  | 3.º  | 9.º  | 17.º | 2.º  | 18.º | -    | -    | -    | -    |
| Tour de France     | -    | 9.º  | 11.º | -    | 20.º | Ab.  | Ab.  | 6.º  | 4.º  | 7.º  | 28.º | -    |
| Volta a Espanha    | 21.º | 6.º  | -    | 18.º | -    | -    | -    | -    | -    | -    | 2.º  | 8.º  |
| Mundial em Estrada | -    | -    | 35.º | 41.º | -    | -    | -    | -    | 19.º | -    | -    | -    |

-: Não participa
Ab.: Abandono